# Frederik Gabel
Frederik Gabel (né en 1645 à Brême, décédé le 21 juin 1708 à Copenhague) est un noble danois, fonctionnaire et gouverneur général de Norvège.

## Biographie
Frederik Gabel est le fils de Christoffer Gabel, connu et détesté pour son monopole commercial dans les Îles Féroé, et gendre de l'ancien vice-gouverneur général de Norvège Ove Juel. Le 25. avril 1671, il se marie à Anne Cathrine Juul à Christiania. Il travaille comme émissaire diplomatique d'environ 1667 à1685. à Paris, en Russie puis à Berlin. À partir de 1689, il est gouverneur des districts de Sorø, Ringsted et des îles Féroé. Lorsque Frederik IV devient roi en 1699, Gabel est nommé vice-gouverneur de Norvège et de la landsherre d'Akershus, bien qu'il eût été prévu que le demi-frère du roi, Ulrik Frederik Gyldenløve, reste en poste. S'il n'a que le titre de vice-gouverneur, il n'est pourtant pas sous l'autorité d'un gouverneur (comme ses trois prédécesseurs) et ne partage pas non plus le pouvoir avec un autre vice-gouverneur.
Gabel adopte un point de vue relativement moderne. en proposant une plus grande autonomie à l'administration norvégienne. De plus, il pensait que le Danemark ne devait pas empêcher la Norvège de développer son industrie et son commerce.
Il meurt à Copenhague le 21 juin 1708. Il est enterré à l'Église Saint-Pierre à Copenhague.